# SP Regionalverband Ostbelgien
Le Sozialistische Partei ou SP Regionalverband Ostbelgien est un parti politique belge de la communauté germanophone. Le SP est une des fédérations membres du Parti socialiste. Son siège est basé à Eupen.

## Résultats électoraux

### Parlement de la Communauté germanophone
| Année | %     | Sièges | Position | Gouvernement |
| ----- | ----- | ------ | -------- | ------------ |
| 1990  | 16,34 | 4 / 25 | 3e       | Maraite II   |
| 1995  | 16,09 | 4 / 25 | 3e       | Maraite III  |
| 1999  | 14,97 | 4 / 25 | 3e       | Lambertz I   |
| 2004  | 19,01 | 5 / 25 | 3e       | Lambertz II  |
| 2009  | 19,30 | 5 / 25 | 2e       | Lambertz III |
| 2014  | 16,08 | 4 / 25 | 3e       | Paasch I     |
| 2019  | 14,85 | 4 / 25 | 3e       | Paasch II    |
| 2024  | 13,67 | 3 / 25 | 4e       | Opposition   |